# Jan Dolstra
Jan Dolstra (Nijehaske, 11 januari 1952) is een voormalig grensrechter in het betaald voetbal uit Nederland, die tevens actief was als hoofdscheidsrechter. Jan Dolstra was de eerste Nederlandse grensrechter die op een Wereldkampioenschap voetbal mocht vlaggen. Op het WK 1994 in Amerika, vlagde hij maar liefst vijf wedstrijden, nog steeds de meeste wedstrijden voor een Nederlandse grensrechter.Hij vlagde ook op het EK 1992 in Zweden (Engeland-Denemarken) en het EK 1996 in Engeland (Portugal-Denemarken).
Op 29 april 2009 krijgt hij een koninklijke onderscheiding (Ridder in de Orde van Oranje-Nassau) met daarbij de volgende motivatie: De heer Dolstra ontplooit sedert 1971 diverse activiteiten voor de samenleving op het terrein van het amateur- en betaald voetbal in binnen- en buitenland. Hij behoort tot de meest vooraanstaande (assistent-)scheidsrechters in Nederland. Hij is een voorbeeld voor de aankomende (assistent-)scheidsrechters en zet zich daarnaast ook in voor de promotie van de Friese taal. Speelde tot zijn 26e in het 1e elftal van vv Drachten in de eerste klasse C en 2 jaar in de Hoofdklass B. Werd scheidsrechter van de de Friese Voetbalbond, de KNVB, Assistent-scheidsrechter bij de wereldvoetbalbond FIFA, trainer/speler bij HDT Donkerbroek en jeugdtrainer bij voetbalclub VV Oostergo